# Kawasaki Z 750
La Kawasaki Z 750 è una motocicletta prodotta dalla casa motociclistica giapponese Kawasaki dal 2003 al 2012.

## Profilo e contesto

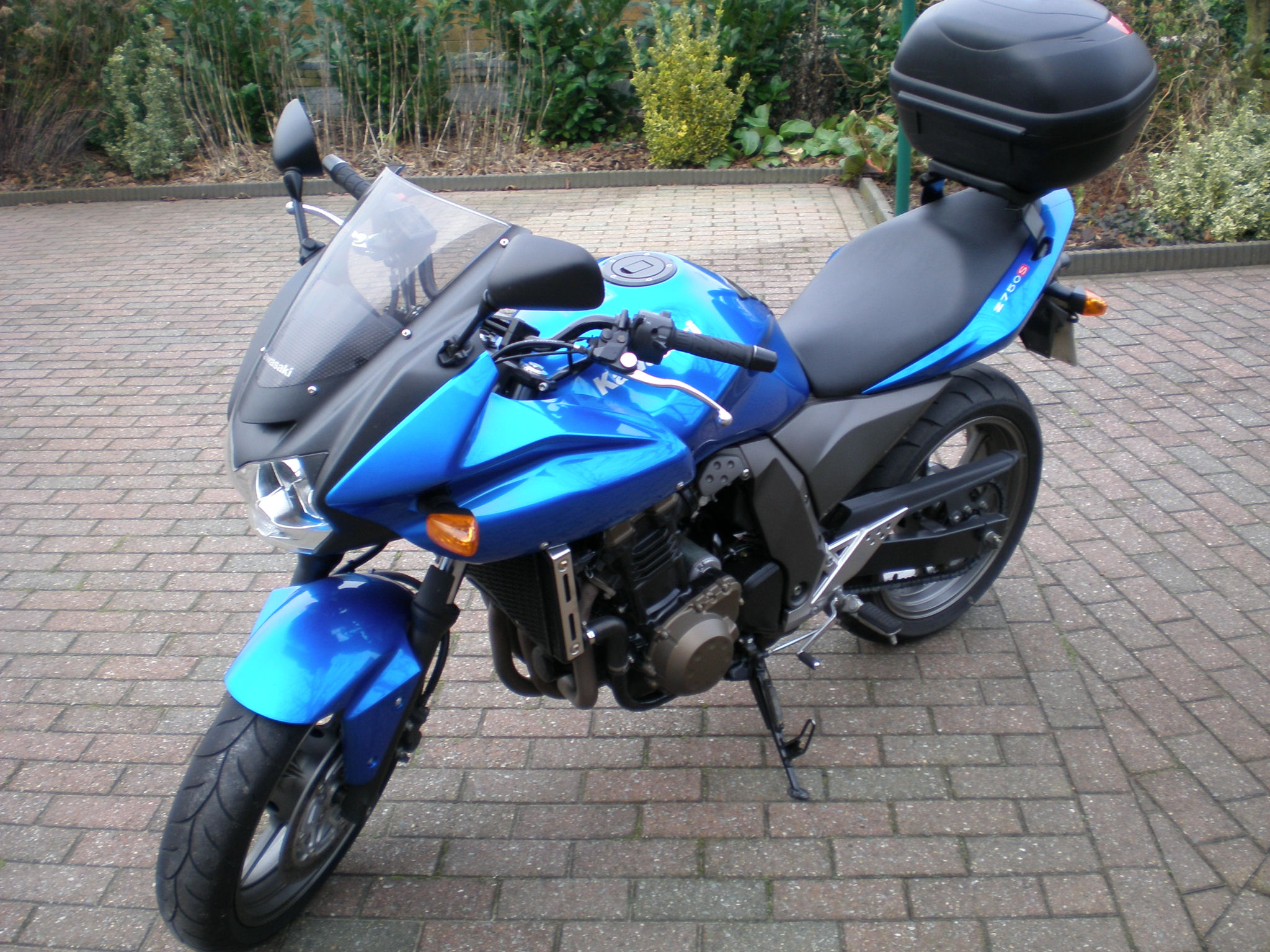
Z 750S

Presentata in anteprima nel 2003, è stata poi introdotta in Europa nel 2004 e negli USA nel 2005. La Z 750 è stata creata come modello più economico della più grande Z1000, dalla quale riprende il motore ma in una nuova versione con cilindrata ridotta a 750 cc.

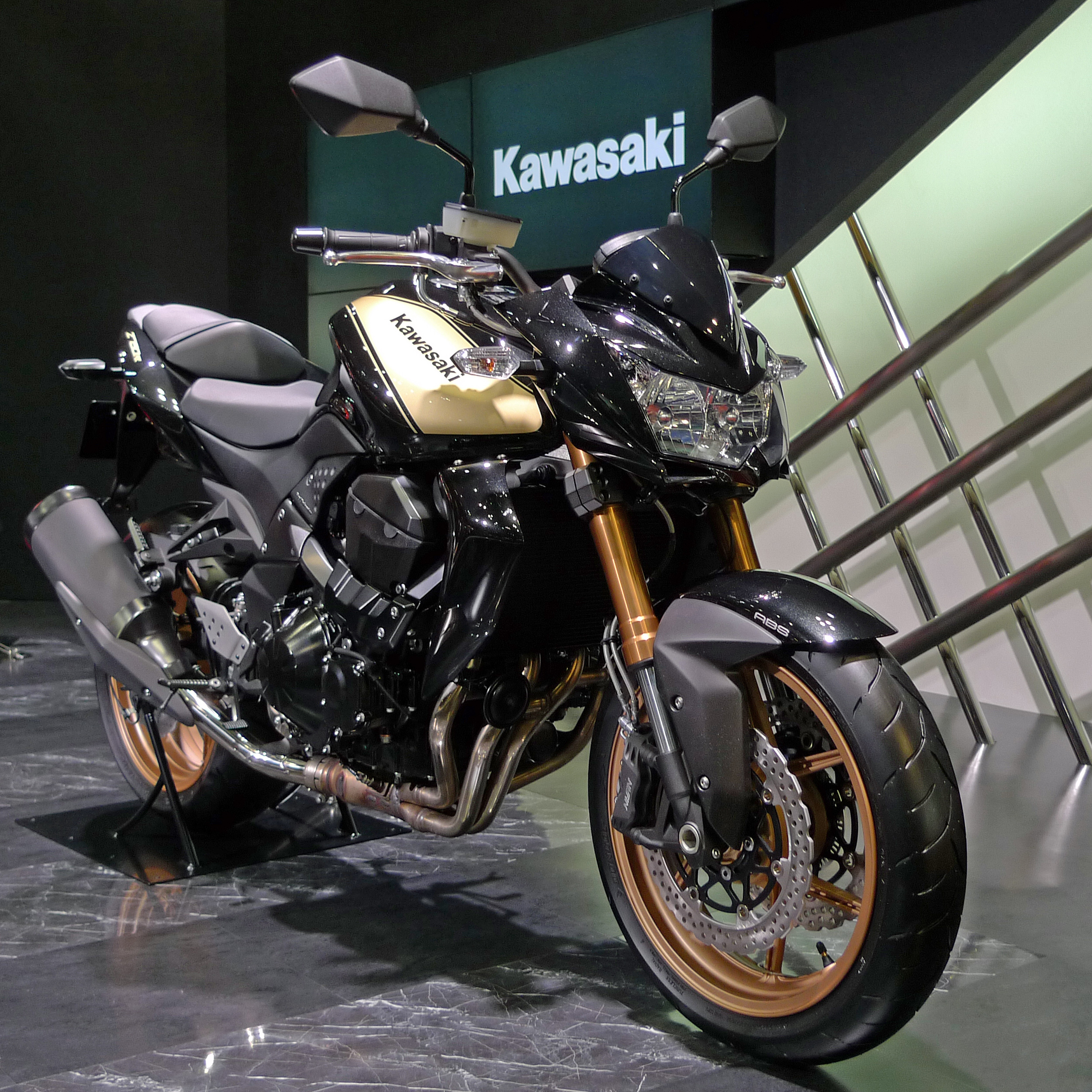
Z 750R

A spingere la moto c'è un inedito motore a quattro cilindri in linea frontemarcia dalla cilindrata totale di 748 cm³ (con l'alesaggio da 68,4  mm e la corsa da 50,9), alimentato da un sistema ad iniezione elettronica con corpi farfallati. All'avantreno trova posto un forcella telescopica della Kayaba da 41 mm regolabile nel precarico.
Nel 2005 è stata introdotta la Z 750S, una variante più turistica che andava a sostituire la Kawasaki ZR-7S. Questa versione ha una sella unica allungata invece che della sella divisa in due parti della Z 750 standard, semicarenatura, tachimetro e un contagiri analogici ripresi dai modelli ZX-R invece che del quadro strumenti digitale. Altre differenze si trovano nella sella posizionata leggermente più in basso, maniglioni e luci posteriori derivati dalla ZX10.
Nel 2007 Kawasaki ha lanciato una versione aggiornata della Z 750, con molte modifiche estetiche e meccaniche. Il motore è stato rivisto per avere più coppia nei bassi regimi e per ridurre le vibrazioni. La sospensione anteriore è stata sostituita con una nuova forcella a steli rovesciati, mentre i freni a disco anteriori e posteriori utilizzano dischi forati a "margherita".
Nel 2011, accanto alla Z 750 standard, Kawasaki ha presentato la Z 750R, versione aggiornata in molte componenti come sospensioni e freni. Questo allestimento si differenzia per sospensioni anteriori migliorate, pinze dei freni anteriori radiali con tubi in treccia metallica, forcellone in alluminio e strumentazione nera. Esteticamente inoltre il gruppo ottico, il parafango anteriore e gli indicatori di direzione anteriori e posteriori sono stati ridisegnati.
La produzione è terminata nel 2012, venendo sostituita l'anno seguente dalla nuova e più grande Z800.

## Caratteristiche tecniche
| Caratteristiche tecniche - Kawasaki Z 750        | Caratteristiche tecniche - Kawasaki Z 750                                            | Caratteristiche tecniche - Kawasaki Z 750                                            | Caratteristiche tecniche - Kawasaki Z 750                                            | Caratteristiche tecniche - Kawasaki Z 750                                            | Caratteristiche tecniche - Kawasaki Z 750                                            |
| ------------------------------------------------ | ------------------------------------------------------------------------------------ | ------------------------------------------------------------------------------------ | ------------------------------------------------------------------------------------ | ------------------------------------------------------------------------------------ | ------------------------------------------------------------------------------------ |
|                                                  |                                                                                      |                                                                                      |                                                                                      |                                                                                      |                                                                                      |
| Dimensioni e pesi                                |                                                                                      |                                                                                      |                                                                                      |                                                                                      |                                                                                      |
| Meccanica                                        |                                                                                      |                                                                                      |                                                                                      |                                                                                      |                                                                                      |
| Tipo motore: Quadricilindrico a 4 tempi in linea | Tipo motore: Quadricilindrico a 4 tempi in linea                                     | Tipo motore: Quadricilindrico a 4 tempi in linea                                     | Tipo motore: Quadricilindrico a 4 tempi in linea                                     | Raffreddamento: a liquido                                                            | Raffreddamento: a liquido                                                            |
| Cilindrata                                       | 748 cm³ (Alesaggio 68,4 × Corsa 50,9 mm)                                             | 748 cm³ (Alesaggio 68,4 × Corsa 50,9 mm)                                             | 748 cm³ (Alesaggio 68,4 × Corsa 50,9 mm)                                             | 748 cm³ (Alesaggio 68,4 × Corsa 50,9 mm)                                             | 748 cm³ (Alesaggio 68,4 × Corsa 50,9 mm)                                             |
| Distribuzione: DOHC a 4 valvole per cilindro     | Distribuzione: DOHC a 4 valvole per cilindro                                         | Distribuzione: DOHC a 4 valvole per cilindro                                         | Alimentazione: iniezione elettronica con corpi farfallati da                         | Alimentazione: iniezione elettronica con corpi farfallati da                         | Alimentazione: iniezione elettronica con corpi farfallati da                         |
| Potenza:                                         | Potenza:                                                                             | Coppia:                                                                              | Coppia:                                                                              | Rapporto di compressione: 11.3:1                                                     | Rapporto di compressione: 11.3:1                                                     |
| Frizione: multidisco in bagno d'olio             | Frizione: multidisco in bagno d'olio                                                 | Frizione: multidisco in bagno d'olio                                                 | Cambio: sequenziale a 6 marce (sempre in presa)                                      | Cambio: sequenziale a 6 marce (sempre in presa)                                      | Cambio: sequenziale a 6 marce (sempre in presa)                                      |
| Accensione                                       | elettronica digitale CDI                                                             | elettronica digitale CDI                                                             | elettronica digitale CDI                                                             | elettronica digitale CDI                                                             | elettronica digitale CDI                                                             |
| Avviamento                                       | elettrico                                                                            | elettrico                                                                            | elettrico                                                                            | elettrico                                                                            | elettrico                                                                            |
| Ciclistica                                       |                                                                                      |                                                                                      |                                                                                      |                                                                                      |                                                                                      |
| Telaio                                           | in alluminio                                                                         | in alluminio                                                                         | in alluminio                                                                         | in alluminio                                                                         | in alluminio                                                                         |
| Freni                                            | Anteriore: Doppio doppio disco margherita semi flottante / Posteriore: Disco singolo | Anteriore: Doppio doppio disco margherita semi flottante / Posteriore: Disco singolo | Anteriore: Doppio doppio disco margherita semi flottante / Posteriore: Disco singolo | Anteriore: Doppio doppio disco margherita semi flottante / Posteriore: Disco singolo | Anteriore: Doppio doppio disco margherita semi flottante / Posteriore: Disco singolo |
| Fonte dei dati:                                  |                                                                                      |                                                                                      |                                                                                      |                                                                                      |                                                                                      |